# Midtown Madness
Midtown Madness (traducibile come "follia in città") è un videogioco creato da Microsoft, un simulatore di guida, che ha avuto discreto successo sulla piattaforma PC e due seguiti. Il gioco ha una modalità arcade, ma l'innovazione sta nel poter girare completamente e senza limiti di tempo tutta la città in cui si svolgono le gare.

## Modalità di gioco
Con l'uso di una periferica di guida (volante) si può godere appieno del gioco, che può anche essere usato per simulare la reale guida cittadina. L'ambientazione è la città di Chicago, sono riprodotti pedoni, alberi, marciapiedi, vetture di ogni genere, palazzi, sistema semaforico, ecc. Non è possibile investire i pedoni perché questi evitano sempre la vettura, buttandosi a lato o acquattandosi contro i muri.
È dotato di modulo online, per permettere il gioco in rete gratuitamente.
Per la rete è possibile trovare auto modificate, create da semplici appassionati del gioco, da aggiungere alla propria versione sul PC.
Sono disponibili quattro modalità di gara : Cruise, Blitz, Checkpoint e Circuit. Le gare Cruise non sono vere e proprie gare, infatti consentono al giocatore di esplorare la città senza dover gareggiare contro il tempo o contro altri avversari. Le gare Blitz sono classiche gare contro il tempo : il giocatore deve passare attraverso alcuni checkpoint (senza doverli passare in un ordine preciso) e raggiungere il traguardo prima che scada il tempo a disposizione, facendo attenzione al traffico e alla polizia. Una gara Checkpoint è una gara in cui il giocatore gareggia contro altri veicoli su un percorso che si svolge essenzialmente tra la partenza e il traguardo, i quali si trovano in due punti diversi della città. Come nei gare Blitz, nei Checkpoint il giocatore deve attraversare alcuni checkpoint disposti lungo il percorso, senza doverli attraversare in un ordine preciso, facendo attenzione al traffico e alla polizia. Invece in una gara Circuit il giocatore gareggia contro altri veicoli in un circuito chiuso, senza doversi preoccupare del traffico e della polizia, assenti in questa modalità.

### Garage
Il giocatore può guidare diversi modelli di automobili, tra cui:
- VW New Beetle
- Ford Mustang Fastback
- Panoz Roadster
- Ford Mustang GT
- Freightliner Century Class
- Panoz GTR-1
- Cadillac Eldorado Touring Coupe
- City Bus

Il giocatore può anche ridurre o aumentare il realismo fisico delle automobili: riducendo il realismo l'auto sarà più resistente agli urti e sarà più facile da guidare, mentre se lo si aumenta l'auto sarà più fragile e difficile da guidare.
Se il realismo fisico viene ridotto al minimo, l'automobile del giocatore sarà capace di arrampicarsi sui muri.

## Seguiti
Il gioco ha avuto alcuni seguiti per diverse piattaforme: 
- Midtown Madness 2 (ambientato a Londra e San Francisco), Windows, 2000
- Midtown Madness 3 (ambientato a Parigi e Washington), Xbox, 2003
- Midtown Madness 3 Mobile (ambientato a Parigi), cellulare, 2004